# 자가 수술
자가 수술(自家手術, self-surgery)은 스스로 수술하는 행위이다. 부끄러움, 법적 소송, 금전적 비용 등을 회피하기 위해 필요상 극심한 상황에서 행해질 수 있다.

## 같이 보기
- 레오니트 로고조프